# Farmaceutisch Museum Albert Couvreur
Het Farmaceutisch Museum Albert Couvreur (Frans: Musée pharmaceutique Albert Couvreur) is een museum in Sint-Lambrechts-Woluwe in het Brussels Hoofdstedelijk Gewest. Het is gevestigd in het gebouw van de Katholieke Universiteit van Leuven (UCLouvain) te Brussel, op de begane grond.
Het museum toont de collectie die de apotheker Albert Couvreur (1887-1955) heeft nagelaten aan deze universiteit. De UCLouvain beheert naast dit museum ook nog de beeldentuin en de Tuin van geneeskrachtige planten Paul Moens, beide eveneens in Sint-Lambrechts-Woluwe. Het museum is zaterdag 's middags geopend en daarnaast op aanvraag te bezoeken.
De collectie omvat de apothekersinventaris van weleer, zoals apparatuur waarmee geneesmiddelen werden gemaakt, meubilair uit circa 1800, instrumenten, voorraadpotten en -vazen en andere gebruiksvoorwerpen. Het aardewerk uit de collectie dateert uit de 15e tot 19e eeuw en is uit heel Europa afkomstig; de vijzels zijn gemaakt uit materialen als steen, gietijzer, koper en brons.
Ook liet Couvreur een bibliotheek na met rond zevenhonderdvijftig werken die werden gepubliceerd tussen de 16e en 20e eeuw. Hiertussen bevinden zich ook bijzondere werken over de materia medica, farmacopea, enz.